# San Francisco de Asís, Villa de Allende
San Francisco de Asís är en ort i Mexiko.   Den ligger i kommunen Villa de Allende och delstaten Mexiko, i den södra delen av landet, 100 km väster om huvudstaden Mexico City. San Francisco de Asís ligger 2 574 meter över havet och antalet invånare är 536.
Terrängen runt San Francisco de Asís är huvudsakligen kuperad, men åt nordost är den platt. Runt San Francisco de Asís är det ganska tätbefolkat, med 124 invånare per kvadratkilometer. Närmaste större samhälle är Rincón de Nicolás Romero, 18,2 km väster om San Francisco de Asís. I omgivningarna runt San Francisco de Asís växer huvudsakligen savannskog.